# Episodi de I Soprano (quarta stagione)

Ralph Cifaretto e Tony Soprano durante la quarta stagione della serie

La quarta stagione della serie televisiva I Soprano è andata in onda negli Stati Uniti d'America dal 15 settembre all'8 dicembre 2002 sulla rete HBO.
In Italia è stata trasmessa su Canale 5 dal 28 giugno al 21 settembre 2004.
| nº | Titolo originale                 | Titolo italiano           | Prima TV USA      | Prima TV Italia   |
| -- | -------------------------------- | ------------------------- | ----------------- | ----------------- |
| 1  | For All Debts Public and Private | Debiti pubblici e privati | 15 settembre 2002 | 28 giugno 2004    |
| 2  | No Show                          | Meadow figlia ribelle     | 22 settembre 2002 | 5 luglio 2004     |
| 3  | Christopher                      | Orgoglio italiano         | 29 settembre 2002 | 12 luglio 2004    |
| 4  | The Weight                       | L'offesa                  | 6 ottobre 2002    | 19 luglio 2004    |
| 5  | Pie-O-My                         | L'informatrice            | 13 ottobre 2002   | 26 luglio 2004    |
| 6  | Everybody Hurts                  | Sensi di colpa            | 20 ottobre 2002   | 2 agosto 2004     |
| 7  | Watching Too Much Television     | Cinici idealisti          | 27 ottobre 2002   | 9 agosto 2004     |
| 8  | Mergers and Acquisitions         | Donne e cavalli           | 3 novembre 2002   | 16 agosto 2004    |
| 9  | Whoever Did This                 | Sbagli imperdonabili      | 10 novembre 2002  | 23 agosto 2004    |
| 10 | The Strong, Silent Type          | Schiavo dell'eroina       | 17 novembre 2002  | 30 agosto 2004    |
| 11 | Calling All Cars                 | Finale d'analisi          | 24 novembre 2002  | 6 settembre 2004  |
| 12 | Eloise                           | Ritorsioni                | 1º dicembre 2002  | 13 settembre 2004 |
| 13 | Whitecaps                        | Scene da un matrimonio    | 8 dicembre 2002   | 21 settembre 2004 |

## Debiti pubblici e privati
- Titolo originale: For All Debts Public and Private
- Diretto da: Allen Coulter
- Scritto da: David Chase

### Trama
Carmela inizia a preoccuparsi della situazione finanziaria della famiglia dopo aver visto Angie, vedova di Big Pussy Bonpensiero, costretta a fare la rappresentante in un supermercato. Inizia così a pressare Tony per avere qualche garanzia, nel caso il marito venisse incriminato o ucciso; Tony a sua volta bacchetta i suoi uomini per aver maggiori entrate. Paulie, finito in carcere per possesso d'arma da fuoco, cerca di avvicinarsi a Johnny Sack di New York. Tony confida alla Melfi di essere preoccupato per il suo futuro; incoraggia così Christopher (suo ipotetico erede) a prendere maggiori iniziative: gli commissiona così l'omicidio di un poliziotto, a suo dire killer di suo padre Dickie. Nel frattempo, Janice Soprano è attratta da Ralph Cifaretto e Adriana La Cerva è seguita a sua insaputa da Deborah, agente dell'FBI in borghese che si finge sua amica.
- A partire da questo episodio vi è una modifica nella sigla di apertura. Infatti in seguito agli eventi dell'11 settembre l'inquadratura delle Torri Gemelle nello specchietto dell'auto di Tony viene eliminata.

## Meadow figlia ribelle
- Titolo originale: No Show
- Diretto da: John Patterson
- Scritto da: David Chase e Terence Winter

### Trama
Carmela rimprovera la figlia Meadow per il suo rendimento scolastico e per aver passato l'estate a oziare; la ragazza per tutta risposta le dice di volersi prendere un anno sabbatico dall'università per girare l'Europa. Tony scopre la relazione tra la sorella Janice e Ralph Cifaretto, che frequenta la donna per fare carriera all'interno della famiglia. Christopher durante una riunione viene designato capomandamento in sostituzione di Paulie, che si trova in carcere; Patsy si considera scavalcato e si mette contro il ragazzo, con la complicità di Silvio. Adriana confida a Deborah di non poter avere figli; Christopher è infastidito dalla continua presenza della nuova amica di Adriana e trova il modo di mettere contro e far allontanare le due ragazze, vanificando così il lavoro da infiltrata di Deborah; l'FBI allora avvicina direttamente Adriana proponendole un accordo.

## Orgoglio italiano

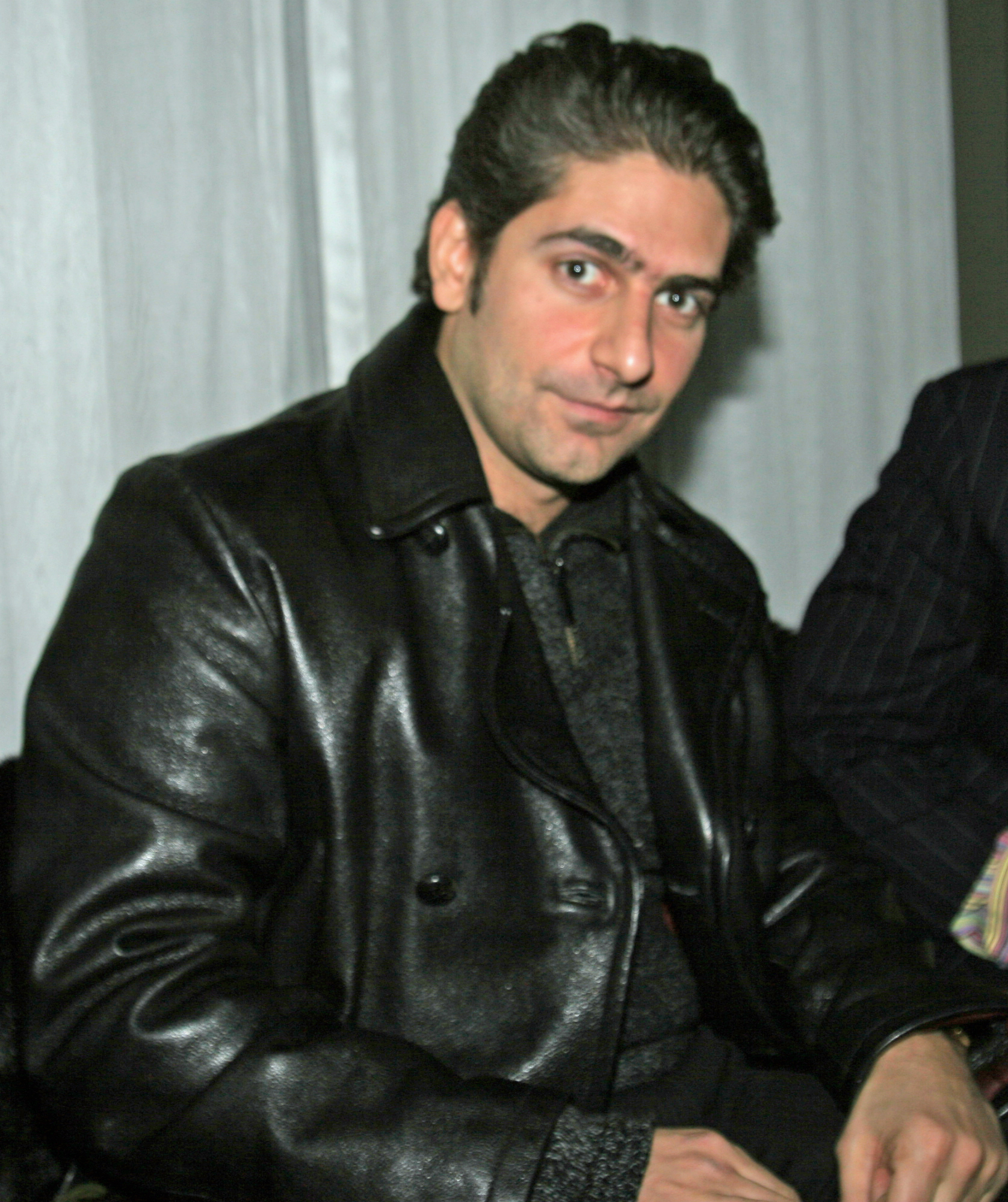
Michael Imperioli, sceneggiatore dell'episodio

- Titolo originale: Christopher
- Diretto da: Tim Van Patten
- Scritto da: Michael Imperioli

### Trama
L'imminente ricorrenza del Columbus Day ripropone la consueta protesta dei nativi americani, che accusano l'esploratore italiano di aver dato il via a un genocidio. Silvio si oppone con tutte le sue forze alle contro-parate e rivendica l'orgoglio di essere italoamericano, con il supporto di quasi tutto il clan dei DiMeo: Tony osserva dall'esterno la situazione ed entra malvolentieri nei vari guai che accadono (risse, minacce di ritorsione, mediazioni varie). Nel frattempo accadono due importanti avvenimenti: inizia il processo a Corrado e in un incidente stradale muore Karen, moglie di Bobby Bacala: inconsolabile, Bobby riceve le attenzioni di Janice che scarica Ralph Cifaretto appena questi tenta di andare ad abitare a casa sua.

## L'offesa
- Titolo originale: The Weight
- Diretto da: Jack Bender
- Scritto da: Terence Winter

### Trama
La battuta di Ralph Cifaretto sul peso della moglie di Johnny Sack scatena una serie di tragiche conseguenze: il boss di New York pesta a sangue uno sgherro dei Di Meo solo perché lo vede sorridere in un bar. Tony cerca di fare da paciere tra Johnny e Ralph, inutilmente. Lo stesso boss di Johnny, Carmine Lupertazzi, implicitamente scarica il suo sottoposto, stanco di una faida nata per una questione non attinente al denaro, lasciandone a Tony il destino. Johnny però improvvisamente decide di accettare le scuse di Ralph, solo perché si rende conto che sua moglie in verità non sta rispettando la sua dieta. Quindi revoca l'ordine di omicidio nei confronti di Ralph ed evita egli stesso, inconsapevolmente, la morte. Nel frattempo Carmela si infatua di Furio Giunta durante un ballo alla festa di inaugurazione della casa di quest'ultimo.
- Guest star: Richard Bright

## L'informatrice
- Titolo originale: Pie-O-My
- Diretto da: Henry J. Bronchtein
- Scritto da: Robin Green e Mitchell Burgess

### Trama
Adriana teme che Tony possa venire a conoscenza della sua collaborazione con l'FBI; i membri del clan sono di casa nel suo locale, il Crazy Horse, dove la ragazza assiste al pestaggio di un uomo da parte di Cristopher, Furio e Silvio. Spaventata per sé e il suo fidanzato, chiede a Christopher di mollare tutto e trasferirsi in California. Janice si prende cura di Bobby Baccalieri e lo convince a tornare a lavorare per Corrado, imputato in un processo per racket. Tony non asseconda gli investimenti finanziari propostigli da Carmela, preferendo scommettere alle corse sul cavallo di Ralph.

## Sensi di colpa

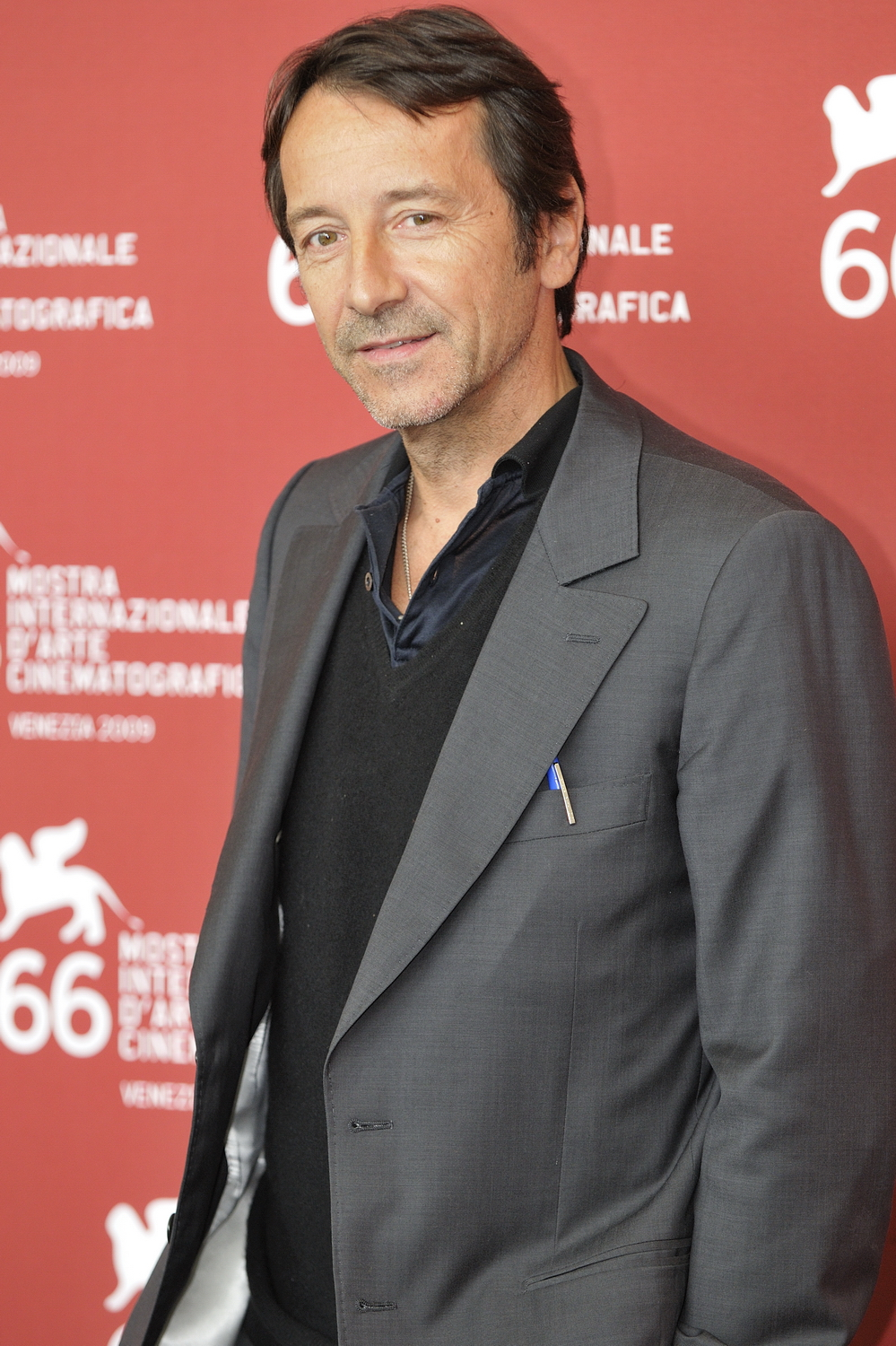
Jean-Hugues Anglade

- Titolo originale: Everybody Hurts
- Diretto da: Steve Buscemi
- Scritto da: Michael Imperioli

### Trama
Christopher, mentre si sta iniettando l'ennesima dose di eroina, viene chiamato d'urgenza da Tony: il boss vuole che sia lui il suo erede futuro nella Famiglia e gli ordina di fare da intermediario tra i caporegime. Tornato a casa, Tony apprende da Carmela che Gloria Trillo, la sua ex amante, si è impiccata. Travolto dai sensi di colpa, dopo aver attaccato la dottoressa Melfi per averlo tenuto all'oscuro del fatto, inizia, per reazione, a dispensare favori a destra e manca. In particolare, insiste per farsi coinvolgere da Artie Bucco in un prestito da 50 000 dollari per un nebuloso affare d'importazione di vino dalla Francia. La cosa va a rotoli ben presto, per l'inadeguatezza di Artie a comportarsi da criminale provetto.
- Guest star: Jean-Hugues Anglade, Annabella Sciorra
- Altri interpreti: Matthew Del Negro, Paul Dano, Jessica Dunphy, Ryan Hoffman

## Cinici idealisti
- Titolo originale: Watching Too Much Television
- Diretto da: John Patterson
- Scritto da: Nick Santora e Terence Winter

### Trama
Paulie esce di galera e Tony si adopera per rendergli la vita facile nel suo rientro. Mentre tra Carmela e Furio continua il palese flirt, Adriana, credendo che la legge dia alle mogli la facoltà di non testimoniare contro il proprio marito, cerca di convincere Chris a sposarsi, dopo avergli rivelato di non poter avere figli. Per il debole Chris la notizia è devastante e si rifugia ancor di più nella droga. L'FBI si interessa della cosa e l'agente Sanseverino contatta Adri mettendole fretta e paura. Tony e Ralph entrano in una speculazione immobiliare suggerita da Brian Cammarata: viene coinvolto il consigliere Ronald Zellman che si scopre avere una relazione con l'ex fiamma di Tony, Irina. Quando Tony lo viene a sapere i rapporti tra i due si guastano, nonostante il buon esito dell'affare.
- Guest star: Peter Riegert
- Altri interpreti: Sharon Angela, Oksana Babiy, Vondie Curtis-Hall, Matthew Del Negro, Lola Glaudini, Frank Pellegrino, Richard Portnow e Karen Young

## Donne e cavalli
- Titolo originale: Mergers and Acquisitions
- Diretto da: Dan Attias
- Scritto da: Lawrence Konner

### Trama
Paulie porta la madre alla Casa di Riposo Green Grove, dove però non è ben accolta da alcune "amiche" che la emarginano: si trova così costretto a prendere la situazione di petto, e fa riempire di botte il figlio di una delle donne.
Nel frattempo, Ralph presenta a Tony la sua nuova fiamma, Valentina: la ragazza, italo-cubana, fa subito colpo su Tony e i due presto finiscono a letto. Valentina confida a Tony che Ralph è un pervertito e che i due non hanno un rapporto sessuale in modo normale. Furio si reca a Napoli al funerale del padre, e confida allo zio, anch'egli invischiato nella mafia, la sua attrazione verso Carmela, che sembra ormai corrisposta. Carmela, da parte sua, dopo aver trovato un'unghia finta di Valentina tra gli indumenti di Tony non riesce a far finta di niente di fronte all'ennesimo tradimento del marito, e si vendica sottraendo a Tony quarantamila dollari dal contenitore in giardino.

## Sbagli imperdonabili
- Titolo originale: Whoever Did This
- Diretto da: Tim Van Patten
- Scritto da: Robin Green e Mitchell Burgess

### Trama
All'uscita da un'udienza, zio Junior rotola giù per le scale del tribunale e subisce una commozione cerebrale: Tony cerca di approfittare della situazione per mandare a monte il processo. Nel frattempo Justin, il figlio di Ralph, giocando con un amico viene colpito da una freccia e finisce in coma. Il padre non si dà pace. In un momento di confidenze, Tony rivela a Ralph di frequentare la sua ex, Valentina: Ralph sembra infischiarsene, ma di lì a poco avviene un incendio alle scuderie dove perde la vita Pie-O-My, il cavallo da corsa che Tony mantiene in società con Ralph, e Tony sospetta subito che ci sia Ralph dietro l'incidente. Così lo affronta di petto; tra i due nasce una colluttazione che termina con il soffocamento di Ralph a opera di Tony. Successivamente Tony chiama il nipote Christopher con il quale poi occulterà il cadavere di Ralph.

## Schiavo dell'eroina
- Titolo originale: The Strong, Silent Type
- Diretto da: Alan Taylor
- Scritto da: Terence Winter, Robin Green e Mitchell Burgess

### Trama
Christopher, strafatto di eroina, uccide accidentalmente il cane di Adriana. In seguito, mentre è in cerca di droga, viene rapinato e malmenato da spacciatori; rientrato a casa malconcio, Adriana prova ad aiutarlo mostrandogli l'opuscolo di una comunità di recupero ma il fidanzato reagisce violentemente picchiandola, poi esce a procurarsi altra droga. Tony e il resto della famiglia organizzano una seduta con Chris per affrontare il problema, ma in breve l'incontro degenera in una rissa; esasperato dalla condotta del nipote, Tony lo obbliga a entrare in una comunità per disintossicarsi. La scomparsa di Ralph allarma gli altri membri del clan i quali, convinti che sia stato Tony a farlo fuori, iniziano a temere per la propria incolumità. Furio, di ritorno dall'Italia dove ormai si sente un estraneo, cerca di tenere le distanze da Carmela per nascondere i suoi sentimenti verso la donna del boss.
- Guest star: Elias Koteas

## Finale d'analisi
- Titolo originale: Calling All Cars
- Diretto da: Tim Van Patten
- Scritto da: David Chase, Robin Green, Mitchell Burgess e David Flebotte (sceneggiatura); David Chase, Robin Green, Mitchell Burgess e David Flebotte (soggetto)

### Trama
Dopo quattro anni di analisi Tony ritiene ormai inutili le sedute con la dottoressa Melfi e decide di interromperle. Gli attriti tra Famiglia DiMeo e Famiglia Lupertazzi si aggravano fino ad arrivare alle rappresaglie per questioni economiche irrisolte; Paulie nella vicenda è impegnato a tenere un piede in due scarpe. Janice, presenza costante a fianco di Bobby Baccalieri e dei suoi figli, reclama per sé le attenzioni che Bobby continua a dedicare alla defunta moglie. La Corte respinge la richiesta di archiviazione per inidoneità mentale presentata dagli avvocati di Corrado e ordina la prosecuzione del processo a carico dell'anziano boss.

## Ritorsioni
- Titolo originale: Eloise
- Diretto da: James Hayman
- Scritto da: Terence Winter

### Trama
Tony comunica a Carmela di aver organizzato una vacanza da sogno per loro due ma la donna, imbarazzata dalla presenza di Furio, accampa scuse pur di non muoversi da casa. Furio pensa per un attimo di uccidere Tony quando, al termine di una serata passata al casinò, sono entrambi vicini alle pale di un elicottero. Il mattino dopo Furio non si presenta a casa Soprano per fare da autista a Tony e Carmela viene a sapere che l'italiano ha messo la propria casa in vendita ed è tornato in Italia. La donna, depressa per la fine di un amore mai sbocciato e gelosa per l'indipendenza della figlia, si sfoga discutendo in continuazione con Meadow. Johnny Sack presenta a Tony una proposta irricevibile per la spartizione degli appalti edilizi; il boss risponde ordinando la devastazione del nuovo ristorante dei Lupertazzi, scatenando così l'ulteriore ritorsione del clan newyorkese che manda i sindacati a far chiudere il cantiere del Riverfront Esplanade. Paulie parlando con Carmine scopre di non essere affatto accreditato presso il clan Lupertazzi come gli aveva fatto intendere Johnny e teme che il suo doppio gioco possa costargli caro. Gli uomini di Tony spaventano un giurato al fine di orientare in loro favore il processo a cui è sottoposto Corrado.
- Guest star: Aleksa Palladino

## Scene da un matrimonio
- Titolo originale: Whitecaps
- Diretto da: John Patterson
- Scritto da: David Chase, Robin Green e Mitchell Burgess

### Trama
Christopher termina la riabilitazione nella comunità di recupero e all'uscita lo attendono per sorvegliarlo sia Patsy Parisi (per conto di Tony) sia l'FBI. Johnny Sack è nervoso perché la chiusura dell'Esplanade, ordinata da Carmine per danneggiare gli affari di Tony, sta facendo perdere soldi anche a lui; Johnny si mette allora d'accordo con Tony per togliere di mezzo Carmine e definire i termini dei futuri affari tra le rispettive famiglie; Tony comunica il piano segreto solo ai fedelissimi Silvio e Christopher e prepara l'attentato. Carmine, fiutata l'aria pesante, si rende disponibile a trattare riducendo di molto le sue pretese sugli appalti edilizi e così facendo si salva la vita. La giuria del processo a Corrado non riesce ad arrivare a un verdetto unanime in quanto uno dei giurati, avvicinato in precedenza dagli uomini di Tony, è angosciato dalle conseguenze di un giudizio di colpevolezza; il giudice constatato lo stallo si vede costretto ad annullare il processo. Il malessere di Carmela, dovuto alla partenza di Furio, si trasforma in sorriso quando Tony decide di comprare una splendida casa sulla costa (la casa si chiama Whitecaps, da cui il titolo originale dell'episodio). Nella donna il buonumore lascia presto il posto alla rabbia quando Irina le telefona per informarla del tradimento di Tony con sua cugina Svetlana: dopo vent'anni di tradimenti Carmela non è più disposta a sopportare l'infedeltà di Tony e chiede al marito di andarsene da casa. L'imminente separazione convince Tony a recedere dall'acquisto di Whitecaps.